# Myriam Díaz Diocaretz
Myriam Díaz Diocaretz (conocida también como Myriam Diocaretz, Concepción, 1951) es una escritora,traductora, poeta e investigadora chileno-neerlandesa en teoría literaria y teoría feminista. Es la secretaria general del European Writers’ Council desde 2006, mientras que dirige la serie Critical Studies (Brill).
Estudió en la Universidad de Concepción desde donde egresó como profesora de Estado en Inglés y licenciada en Letras; posteriormente siguió estudios de posgrado becado en la Universidad de Stanford, doctorado en literatura comparada en la Universidad Estatal de Nueva York Stony Brook (1982), ha realizado numerosos recitales poéticos en Estados Unidos y Europa,y en sus inicios, por ejemplo,en 1979 junto a Delia Domínguez y Maruja Bargetto.

## Obras
- El Arco, la Flecha, el Blanco: Poemas, 1983-1985 (Editorial Orígenes, 1988, 63 pp.) ISBN 978-84-8556-399-9.
- Que no se pueden decir (PeninsulaPub. Company, 1982, 71 pp.) ISBN 978-09-1631-210-7.
- La galaxia de los tiempos (Universitat, 1993, 30 pp.).
- IR (Madrid: Torremozas, 1987).

Edición
- Aire y Ángeles, Colección Mitos Poesía 28, Madrid: Grijalbo Mondadori, 1999.
- Adrienne Rich, Antología Poética 1951-1981, Madrid: Visor, 1986, Colección Visor de Poesía, 205.

Libros
- Myriam Díaz-Diocaretz, Stefan Herbrechter. The Matrix in Theory. Rodopi, 2006. 314 pp. ISBN 978-90-4201-639-2.
- _____, Iris M. Zavala. Discurso erótico y discurso transgresor en la cultura peninsular, siglos XI al XX. Editorial Tuero, 1992. 215 pp. ISBN 978-84-8647-414-0.
- _____, Iris M. Zavala. Breve historia feminista de la literatura española (en lengua catalana, gallega y vasca). Volumen 112 de Pensamiento crítico/pensamiento utópico: Cultura y diferencia, y volumen 6 de Breve historia feminista de la literatura española. Pensamiento crítico/pensamiento utópico. Cultura y diferencia. Edición ilustrada de Anthropos Editorial, 2000. 461 pp. ISBN 978-84-7658-577-2.
- _____, Emilie L. Bergmann, María Eugenia Lacarr. La mujer en la literatura española: modos de representación desde la Edad Media hasta el siglo XVII. Anthropos, 1995. 332 pp.
- _____. Translating Poetic Discourse: Questions of Feminist Strategies in Adrienne Rich. John Benjamins Publishing, 1985. 167 pp. ISBN 978-90-2722-403-3.